# Saint-Guen
Saint-Guen [sɛ̃gɥɛ̃] est une ancienne commune du département des Côtes-d'Armor, dans la région Bretagne, en France.
Cette commune fusionne le 1er janvier 2017 avec la commune de Mûr-de-Bretagne pour devenir la commune de Guerlédan.

## Géographie

### Description

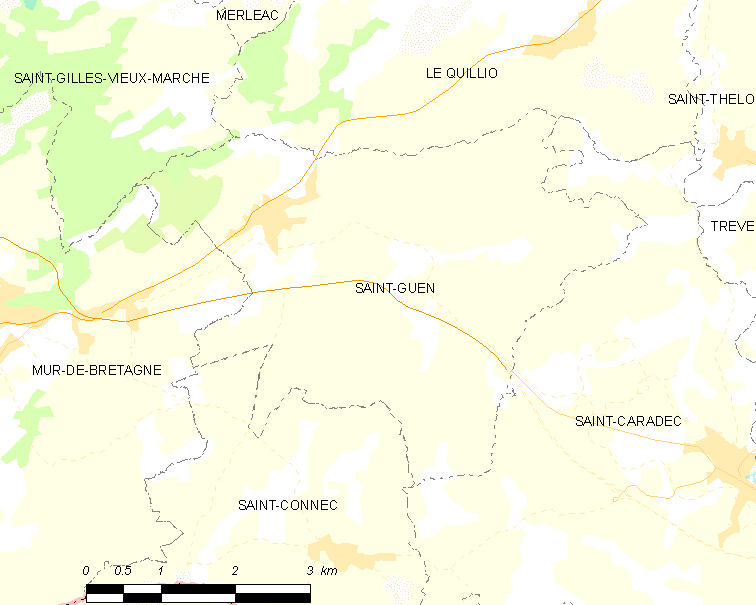
Carte de l'ancienne commune de Saint-Guen et des communes avoisinantes.

### Transports
La commune a été desservie par le passé par la ligne ferroviaire de Carhaix à Loudéac à voie métrique du Réseau breton, ouverte en partie en 1898 (mais la section entre Rostrenen et Loudéac ne fut mise en exploitation que le 17 août 1902) et fermée en 1967 (désormais reconvertie en voie verte).

## Toponymie
Le nom de la localité est attesté sous les formes Parochia de Saint Guen en 1444, treffve de Sainct Guen en 1535 et en 1536.
Saint Djuin en gallo, Sant Wenn en breton.
Saint-Guen éponyme de Pleuven.

## Histoire

### Moyen Âge et Temps modernes
Saint-Guen est un démembrement de l'ancienne paroisse de Neulliac. 
Selon un aveu de 1471, Saint-Guen était, au sein de la Vicomté de Rohan, une des 46 paroisses ou trèves de la seigneurie proprement dite de Rohan.
Saint-Guen était une trève de Mûr ; sa chapelle fut construite vers 1650 à l'initiative d'un curé de Mûr. Le fief de la Roche-Guéhenneuc était la principale terre seigneuriale sous l'Ancien Régime.
Catherine Daniélou, née en 1619 à Quimper, voyante, est morte en odeur de sainteté à Saint-Guen le 4 novembre 1667.
Saint-Guen dépendait de l'évêché de Quimper, de la subdélégation de Pontivy et ressortissant au siècle royal de Ploërmel.

### Révolution française
Saint-Guen devient une commune en 1790 et une paroisse indépendante en 1803.

### XIXesiècle
Saint-Guen cède en 1840 à Saint-Connec les villages de Luzurien, Pendelin, le Bot-Pierre et en 1841 Tréhouet à Saint-Caradec, annexant en échange les villages de Guergadic, Parc-Meur, Le Petit-Rodoué et Lézouen, Le Communo et Lotavy. 
A. Marteville et P. Varin, continuateurs d'Ogée, décrivent ainsi Saint-Guen en 1845 :

« Saint-Guen (sous l'invocation de sainte Marie-Madeleine) : commune formée de l'ancienne trève de Mûr ; aujourd'hui succursale. (...) Principaux villages : Castel-Ru, Kerguisto, Kerman, Coëtnezo, Coëtsalio, Lotavy, Kermain. (...) Il y a, en outre de l'église, les deux chapelle Saint-Tugdual et Saint-Elouarn, qui, toutes deux, sont desservies. Le bourg lui-même est jeté à l'extrémité nord de la commune, et sur la route de Mûr à Uzel. (...) Géologie : schiste talqueux. On parle le breton. »

### XXesiècle

#### Belle Époque
En 1902 une épidémie de fièvre typhoïde survnit dans les communes de Mûr-de-Bretagne, Caurel, Saint-Caradec, Saint-Gilles-Vieux-Marché et Saint-Guen.

#### Première Guerre mondiale
Le monument aux morts de Saint-Guen porte les noms de 40 soldats morts pour la Patrie pendant la Première Guerre mondiale ; parmi eux trois sont morts en Belgique (Joseph Stéfaux  dès le 22 août 1914 à Rossignol ; Joseph Madoré et Hyacinthe Le Pottier le 22 avril 1915 à Boezinge) ; Joseph Le Ponner est mort en Grèce dans le cadre de l'expédition de Salonique ; la plupart des autres sont décédés sur le sol français, dont Yves Rault, tué à l'ennemi le 23 novembre 1916 à Dreslincourt (Oise), décoré de la Médaille militaire et de la Croix de guerre.

#### Entre-deux-guerres
Un soldat (Joachim Le Bihan) originaire de Saint-Guen est mort pour la France au Maroc en 1926.

#### Seconde Guerre mondiale
Le monument aux morts de Saint-Guen porte les noms de 11 personnes mortes pour la France pendant la Seconde Guerre mondiale ; parmi elles Yves Poinçot, arrêté pour avoir secouru des aviateurs américains qui avaient sauté en parachute car leur avion B-17 allait s'écraser dans la Lande de Carmoise, déporté au Camp de concentration de Natzweiler-Struthof où, classé Nuit et brouillard, il est décédé le 10 avril 1944 ; Arthur Jaglin, Hyacinthe Garin et Victor Pédrot, né tous trois à Saint-Guen, ainsi que Pierre Beurrel, qui vivait à Saint-Guen et Ange Rault, furent cinq résistants FTPF de la compagnie de Saint-Caradec tués par les Allemands le 5 août 1944 au Pont-Quémer en Mûr-de-Bretagne ; Marcel Le Pottier, blessé, fut assassiné le même jour par les Allemands dans le cimetière de Saint-Guen.

### XXIesiècle
La commune nouvelle de Guerlédan est créée par la fusion, le 1er janvier 2017, des communes de Mûr-de-Bretagne et Saint-Guen. 

## Politique et administration
| Période                                  | Période                  | Identité                | Étiquette | Qualité                    |
| ---------------------------------------- | ------------------------ | ----------------------- | --------- | -------------------------- |
| 1940                                     | 1972                     | Hyacinthe Le Pottier    |           | Négociant.                 |
| 1972                                     | 1983                     | Hervé Le Pottier        |           |                            |
| mars 1983                                | janvier 1994 (démission) | Loïc Bertho             |           |                            |
| janvier 1994                             | juin 1995                | Georges Rault           |           |                            |
| juin 1995                                | mars 2008                | Jean-Baptiste Le Fresne |           | Retraité de la Gendarmerie |
| mars 2008                                | en cours                 | Mickaël Dabet           | DVD       | Commercial                 |
| Les données manquantes sont à compléter. |                          |                         |           |                            |

## Histoire linguistique
En 1806 selon l'étude de Charles  Coquebert de Monbret, la commune parle breton.
En 1843, À. Marteville et P. Varin, dans le dictionnaire d'Ogée, mentionnent que la commune parle breton. 
En 1862, Joachim Gaultier du Mottay décrit qu'on y parle généralement le français et très peu le breton.
En 1874 Guillaume le Jean décrit Saint-Guen :"Toute cette commune parle le breton et le français, dans la même proportion que les communes voisines, Saint-Mayeux, Saint-Connec, c'est-à-dire que tout ce qui a moins de trente ans ne sait que le français, tout ce qui est plus âgé parle les deux langues.
En 1886, Paul Sébillot précise que la commune parle français.
Victor-Marie le Bris, né au bourg de Saint-Guen en 1851, curé archiprêtre de Loudéac en 1902 écrit: Il est possible que je sois le dernier curé bretonnant de Loudéac.

## Démographie
L'évolution du nombre d'habitants est connue à travers les recensements de la population effectués dans la commune depuis 1793. À partir du 1er janvier 2009, les populations légales des communes sont publiées annuellement dans le cadre d'un recensement qui repose désormais sur une collecte d'information annuelle, concernant successivement tous les territoires communaux au cours d'une période de cinq ans. 
Pour les communes de moins de 10 000 habitants, une enquête de recensement portant sur toute la population est réalisée tous les cinq ans, les populations légales des années intermédiaires étant quant à elles estimées par interpolation ou extrapolation. Pour la commune, le premier recensement exhaustif entrant dans le cadre du nouveau dispositif a été réalisé en 2007,.
En 2014, la commune comptait 452 habitants, en évolution de −1,95 % par rapport à 2009 (Côtes-d'Armor : +1,68 %, France hors Mayotte : +2,49 %).
| 1793  | 1800  | 1806  | 1821  | 1831  | 1836  | 1841  | 1846  | 1851  |
| ----- | ----- | ----- | ----- | ----- | ----- | ----- | ----- | ----- |
| 1 273 | 1 080 | 1 170 | 1 216 | 1 263 | 1 294 | 1 133 | 1 145 | 1 080 |

| 1856  | 1861  | 1866  | 1872  | 1876  | 1881  | 1886  | 1891  | 1896  |
| ----- | ----- | ----- | ----- | ----- | ----- | ----- | ----- | ----- |
| 1 044 | 1 028 | 1 011 | 1 022 | 1 011 | 1 028 | 1 048 | 1 030 | 1 009 |

| 1901  | 1906 | 1911 | 1921 | 1926 | 1931 | 1936 | 1946 | 1954 |
| ----- | ---- | ---- | ---- | ---- | ---- | ---- | ---- | ---- |
| 1 051 | 970  | 955  | 878  | 939  | 860  | 817  | 781  | 801  |

| 1962 | 1968 | 1975 | 1982 | 1990 | 1999 | 2007 | 2012 | 2014 |
| ---- | ---- | ---- | ---- | ---- | ---- | ---- | ---- | ---- |
| 722  | 611  | 503  | 435  | 450  | 462  | 457  | 458  | 452  |

## Lieux et monuments
- Église paroissiale Sainte-Marie-Madeleine, inscrite à l'inventaire général du patrimoine culturel[15].
- Chapelle Saint-Pabu ou Saint-Tugdual, classée au titre des monuments historiques par arrêté du 25 avril 1967[16].
- Jubé de la chapelle Saint-Pabu, classé monument historique au titre d'objet depuis le 25 mars 1938[17].
- Croix du Sénéchal, inscrite au titre des monuments historiques par arrêté du 11 juin 1964[18].
- Fontaine Saint-Elouan, inscrite au titre des monuments historiques par arrêté du 11 juin 1964[19].
- Fontaine Sainte-Marie-Madeleine, recensée à l'inventaire général du patrimoine culturel[20].
- Chapelle Saint-Elouan, inscrite à l'inventaire général du patrimoine culturel[21].

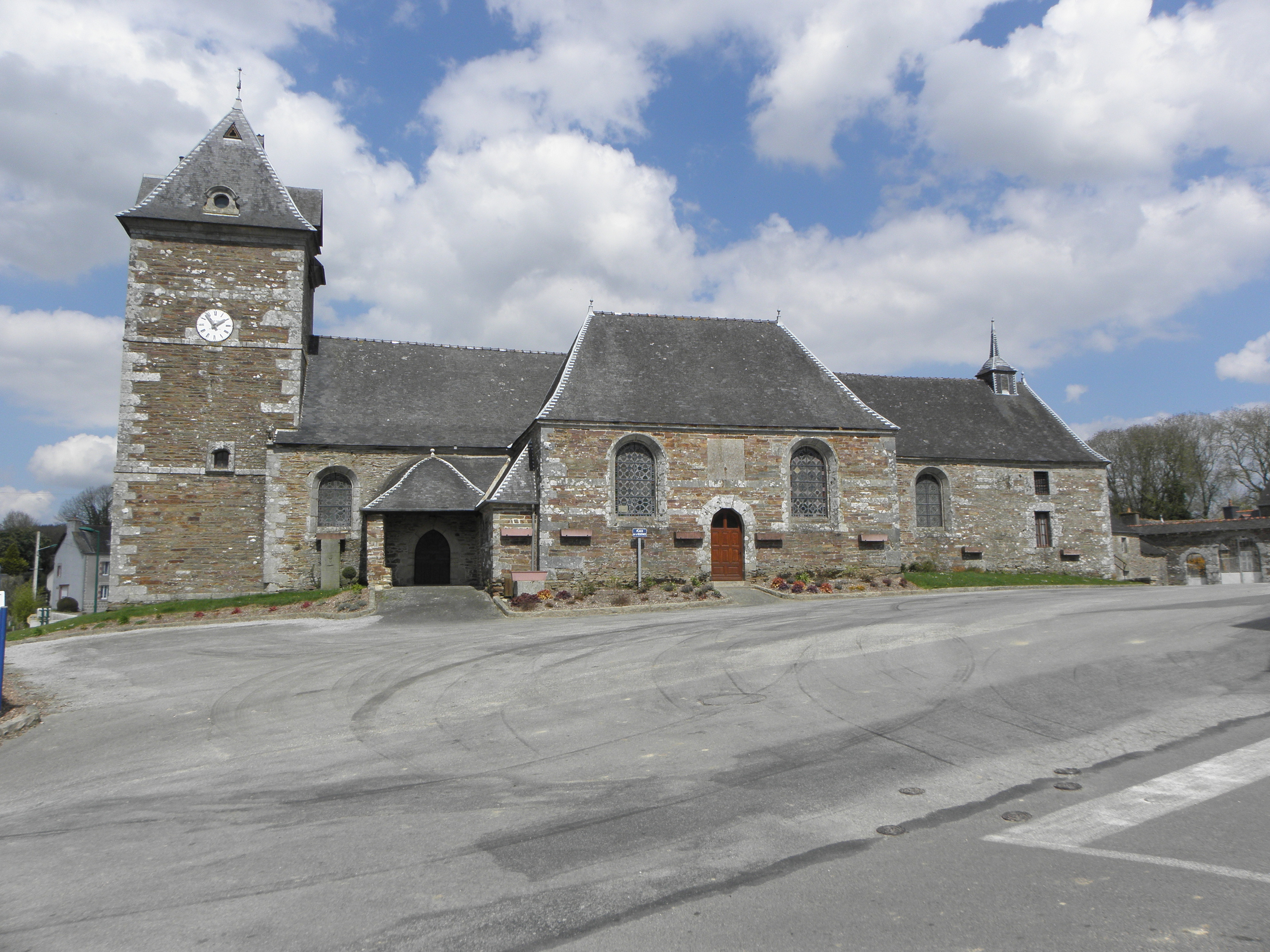
L'église paroissiale Sainte-Marie-Madeleine.
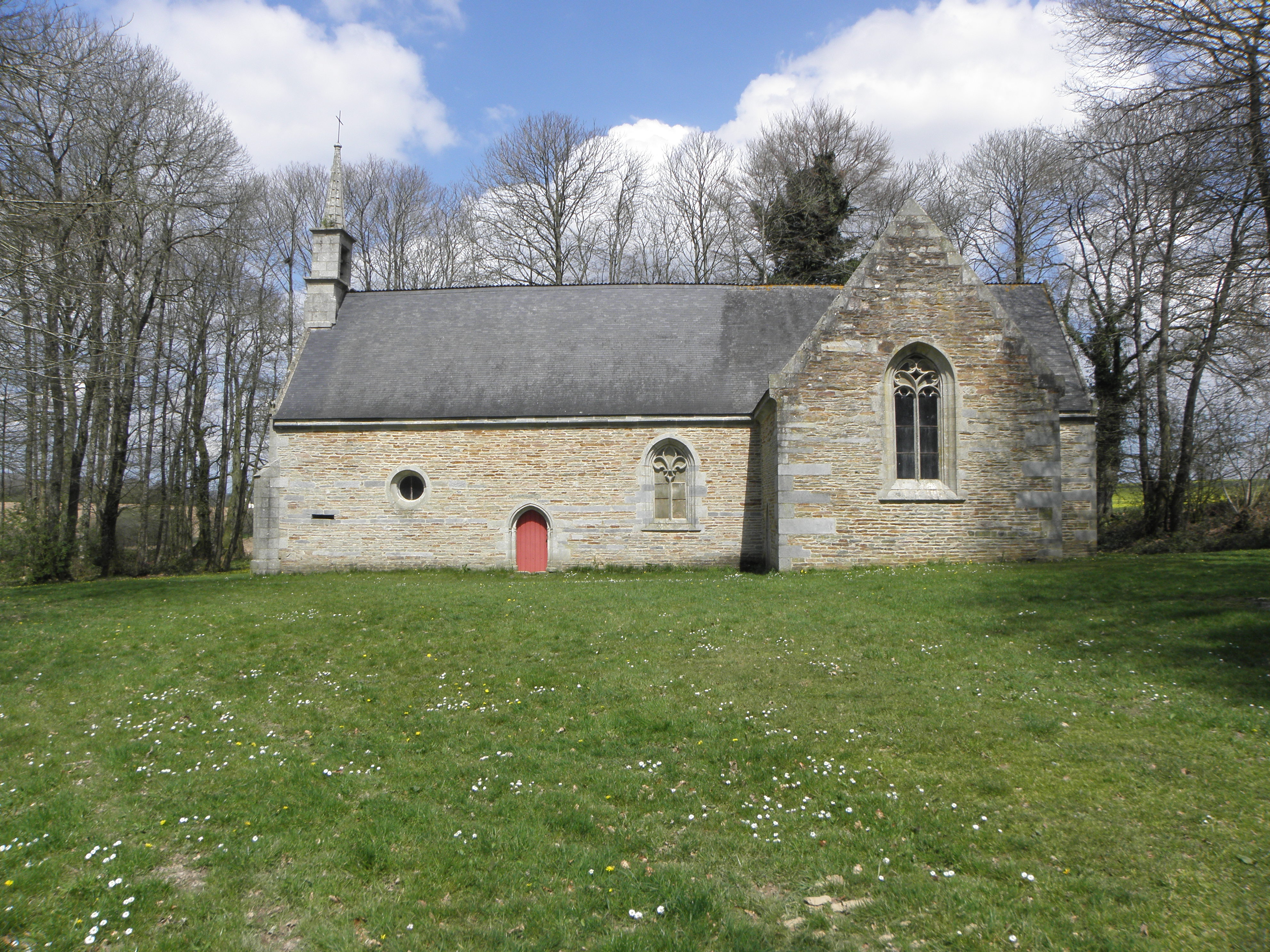
La chapelle Saint-Pabu.
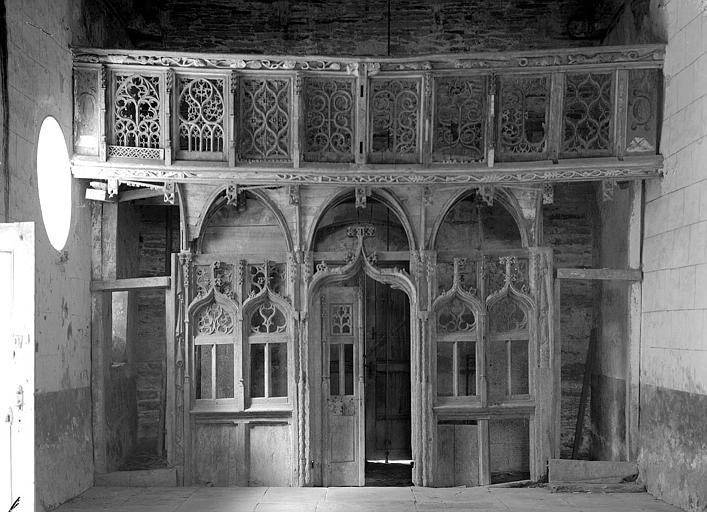
Le jubé de la chapelle Saint-Pabu.
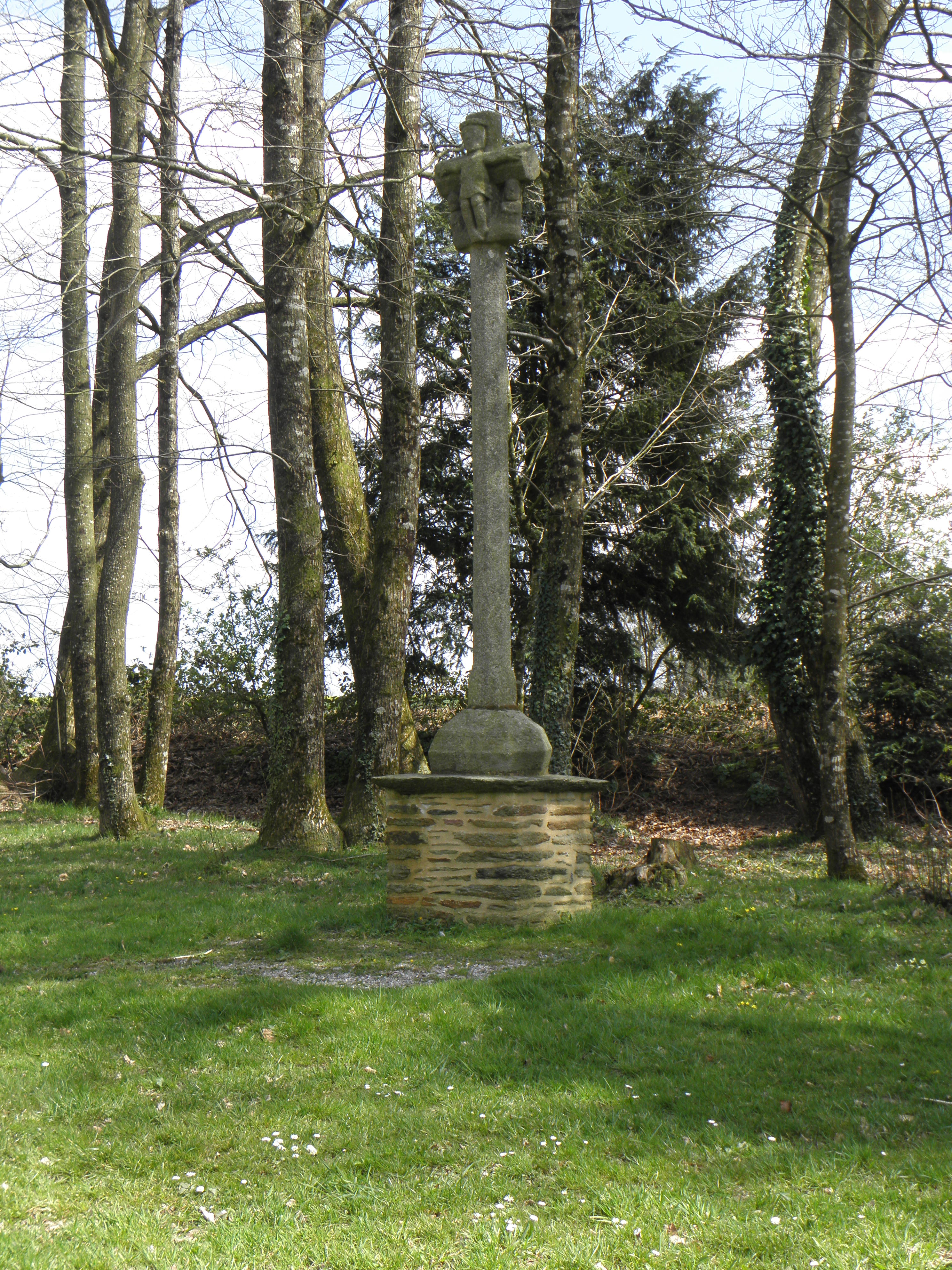
Le calvaire de la chapelle Saint-Pabu.
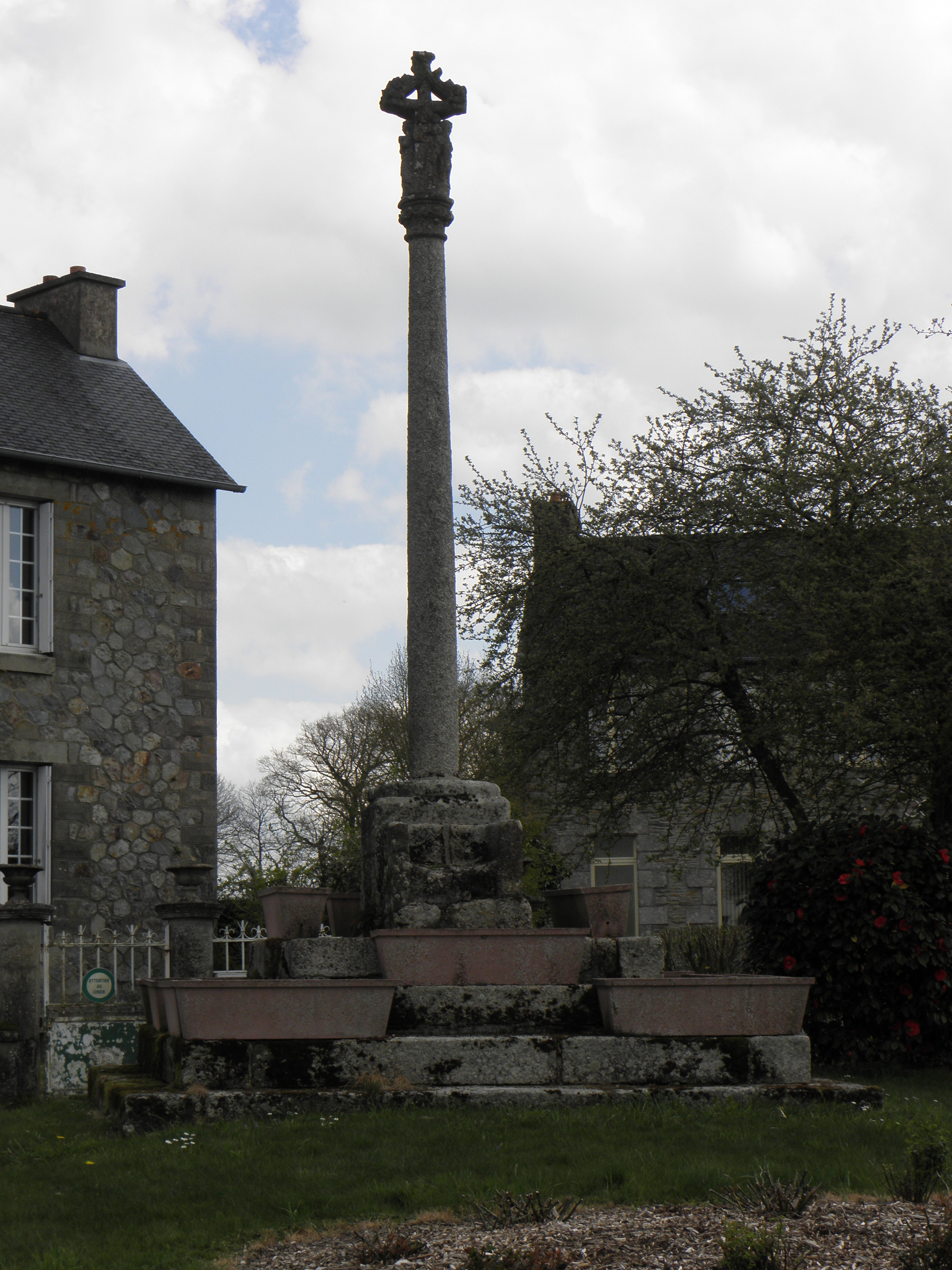
La croix du Sénéchal.
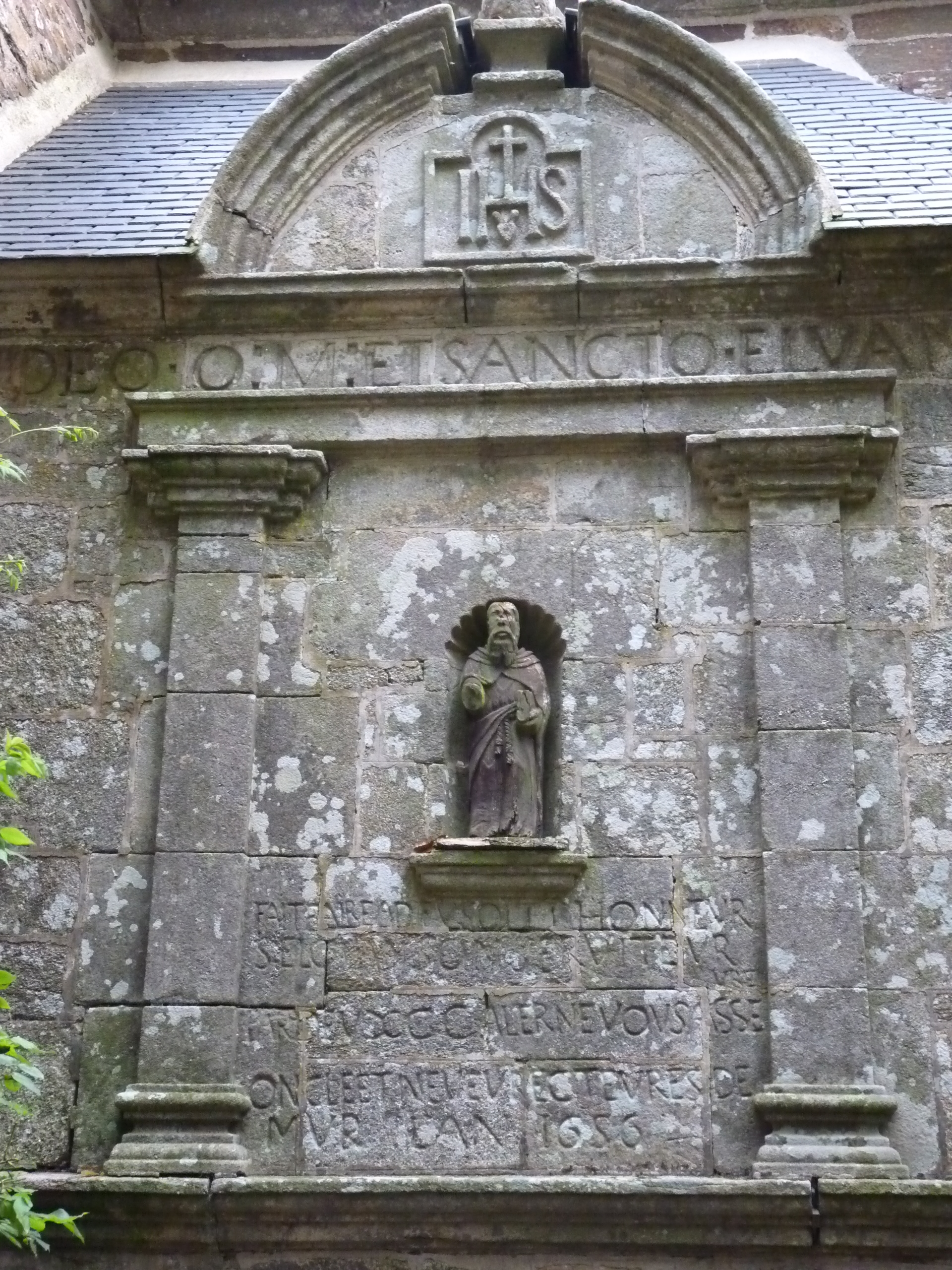
La fontaine Saint-Elouan.
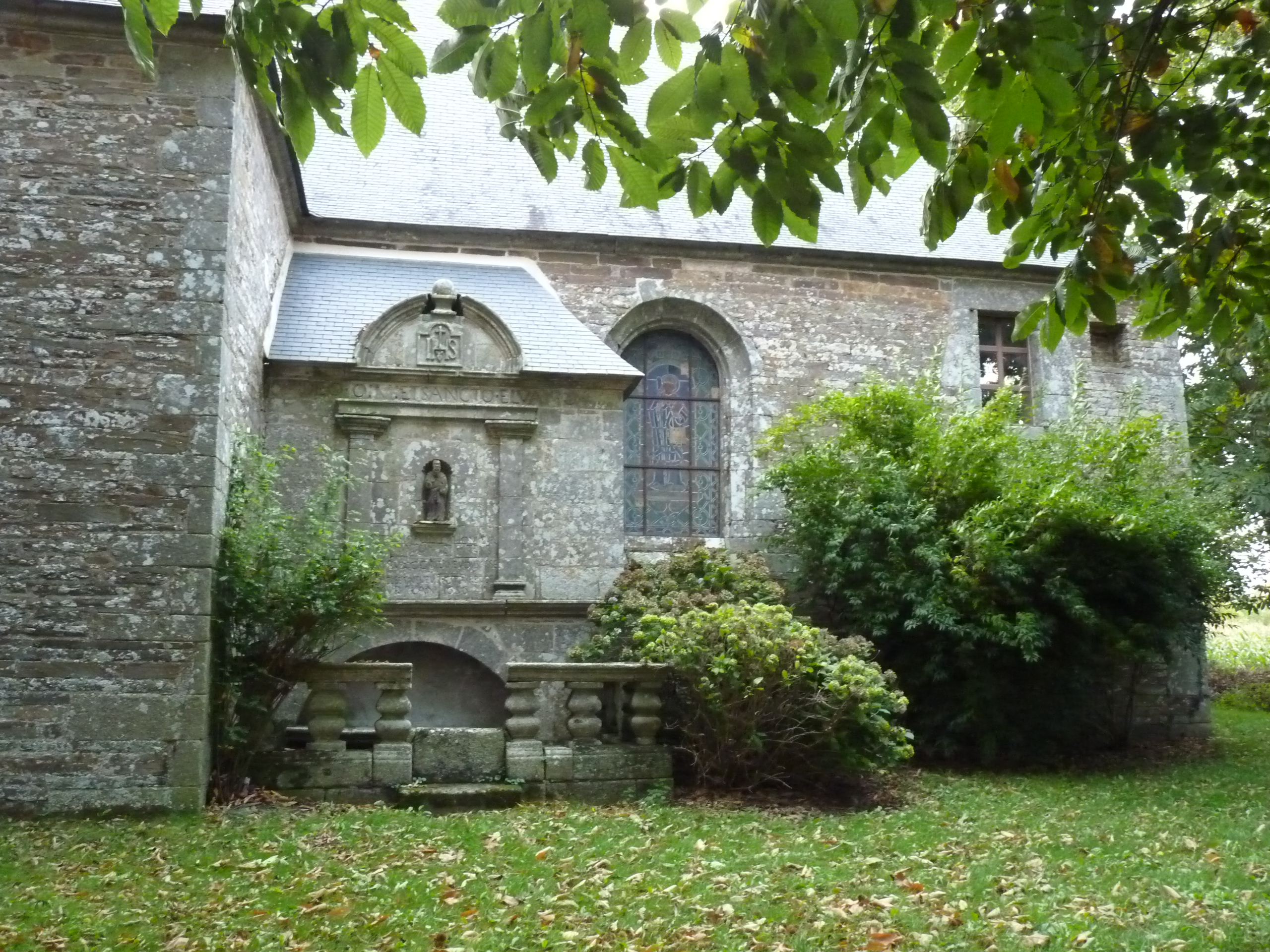
La fontaine Saint-Elouan.
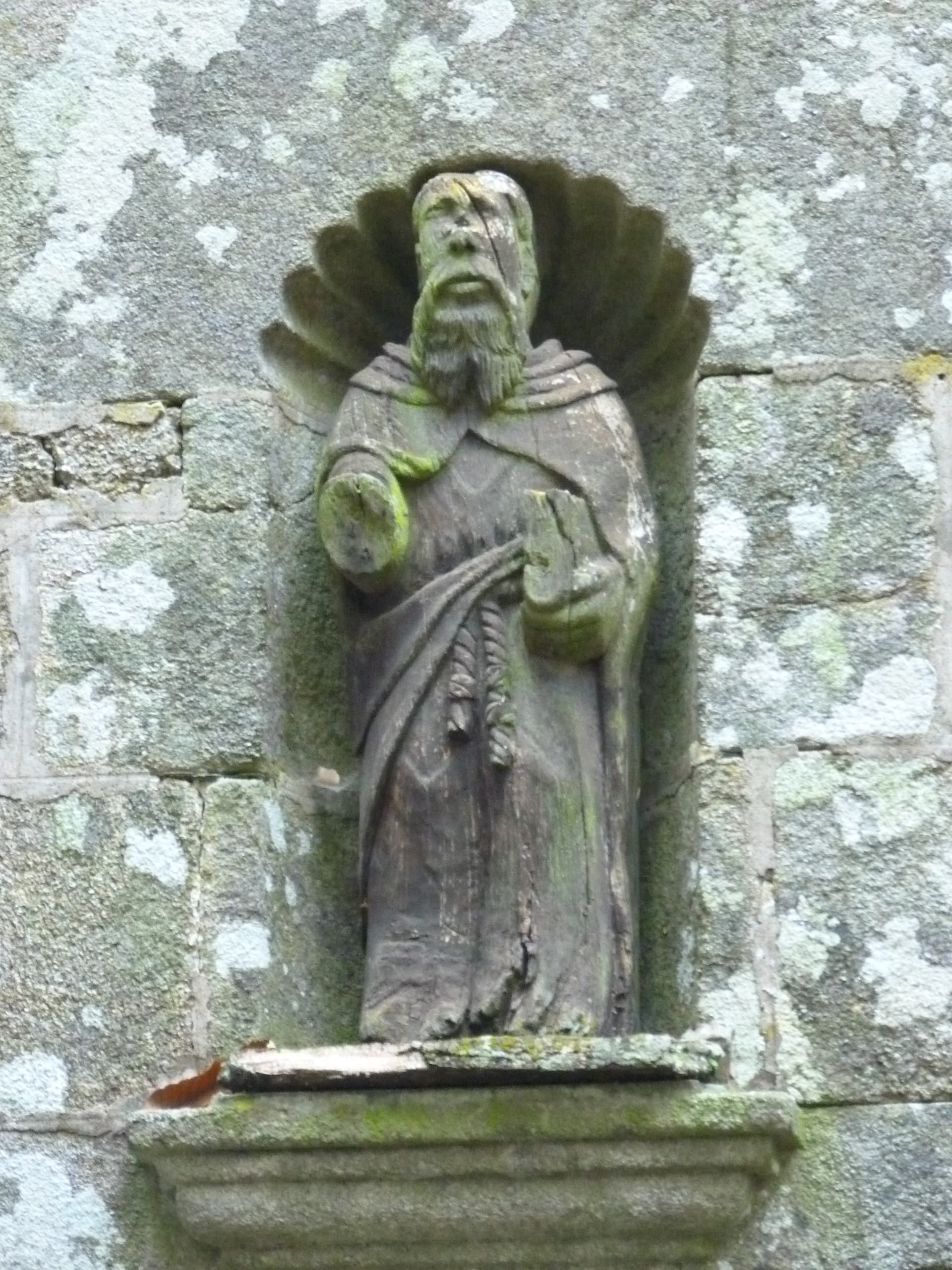
La statue de Saint Elouan.
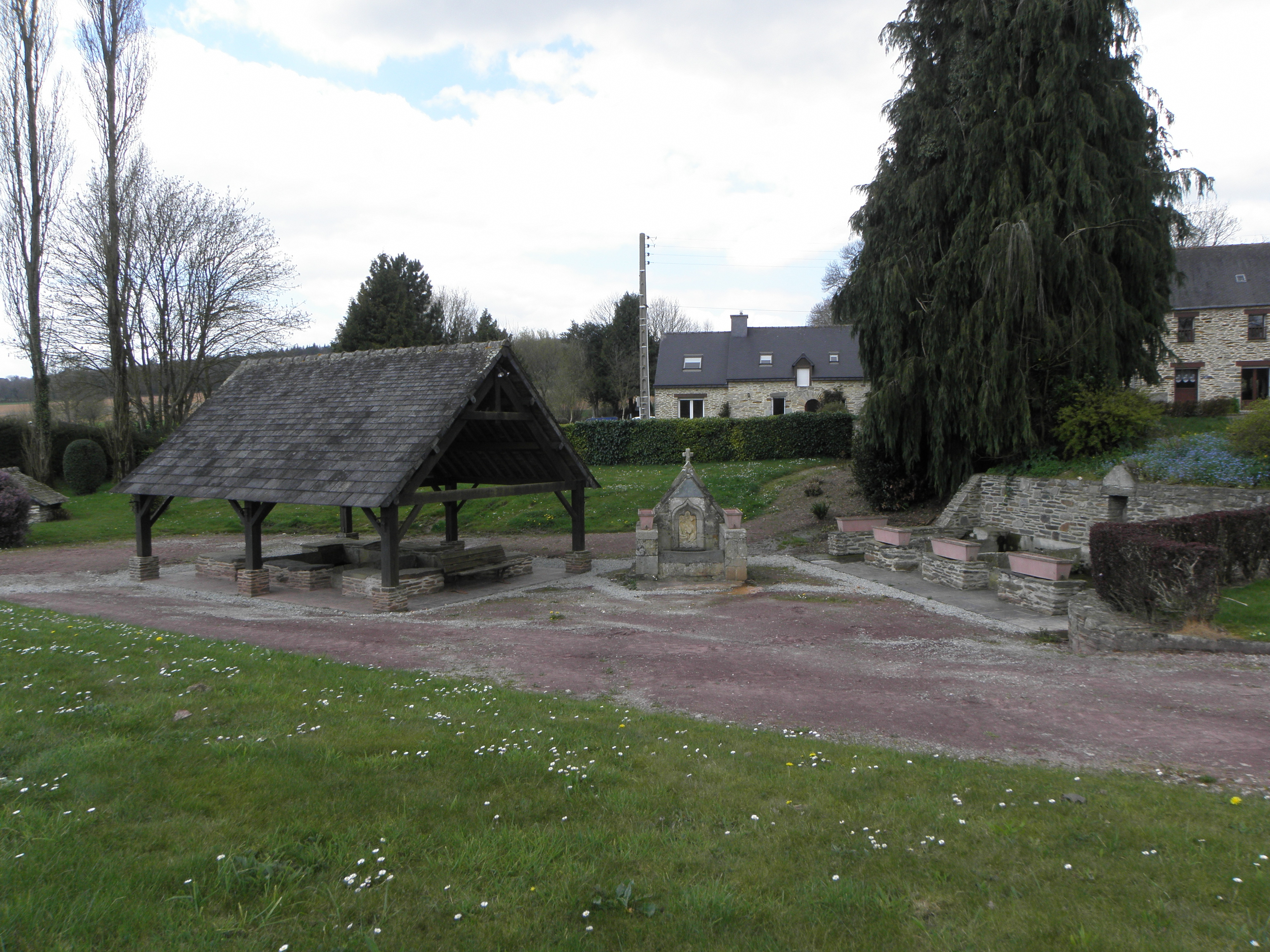
La fontaine Sainte-Marie-Madeleine et les lavoirs attenants.
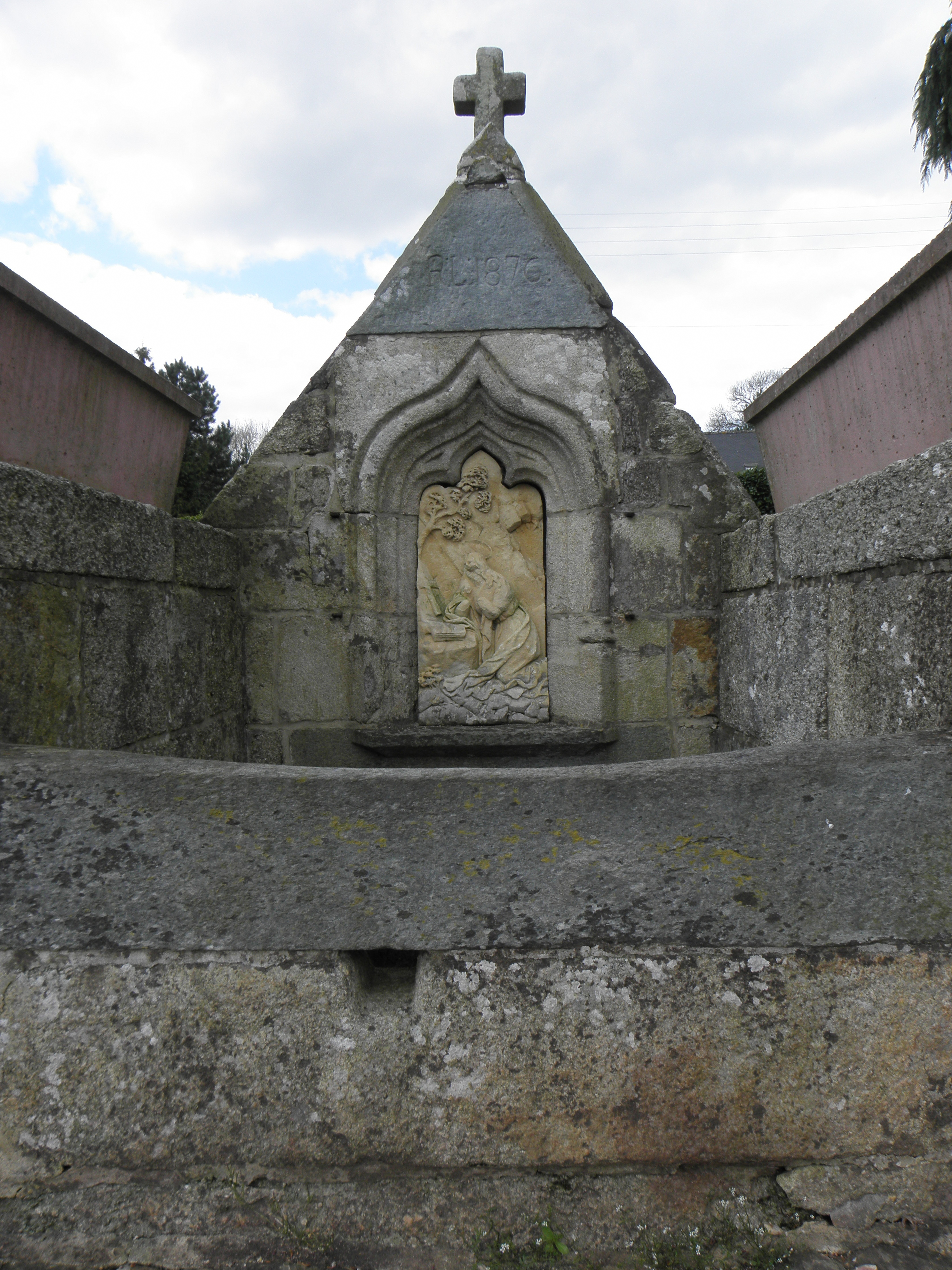
La fontaine Sainte-Marie-Madeleine.
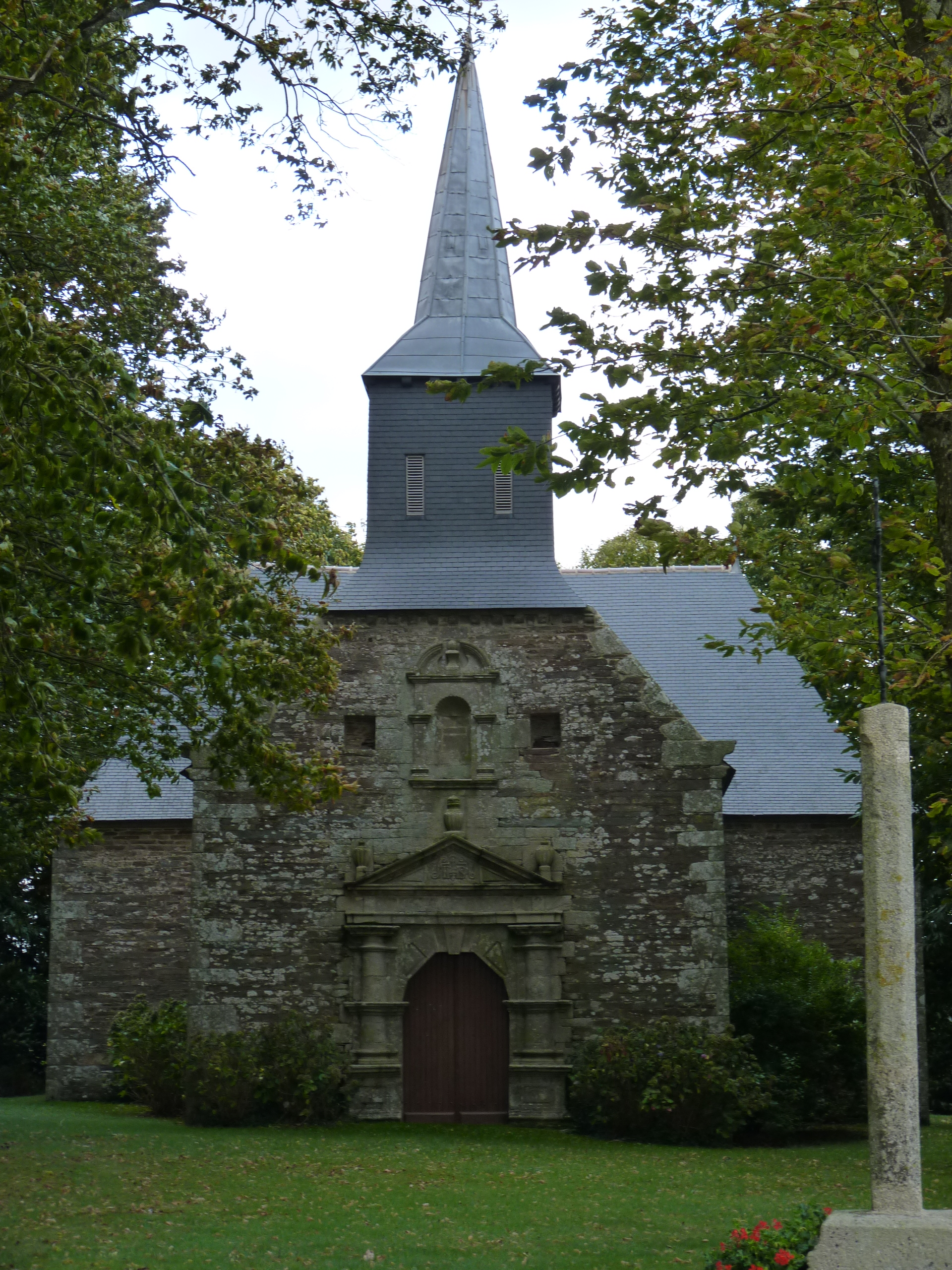
La chapelle Saint-Elouan.
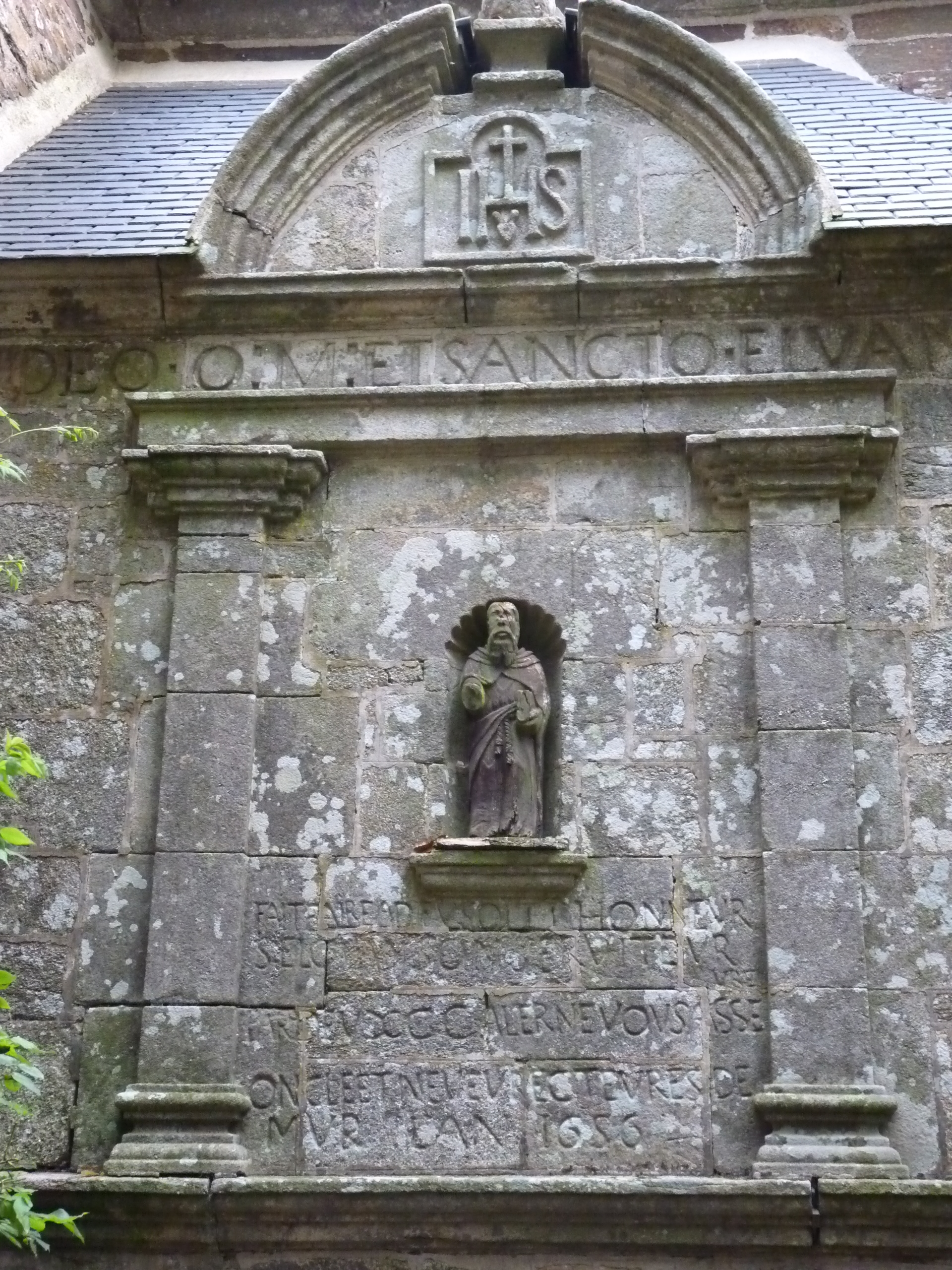
Le tombeau de Saint Elouan adossé à la chapelle éponyme.
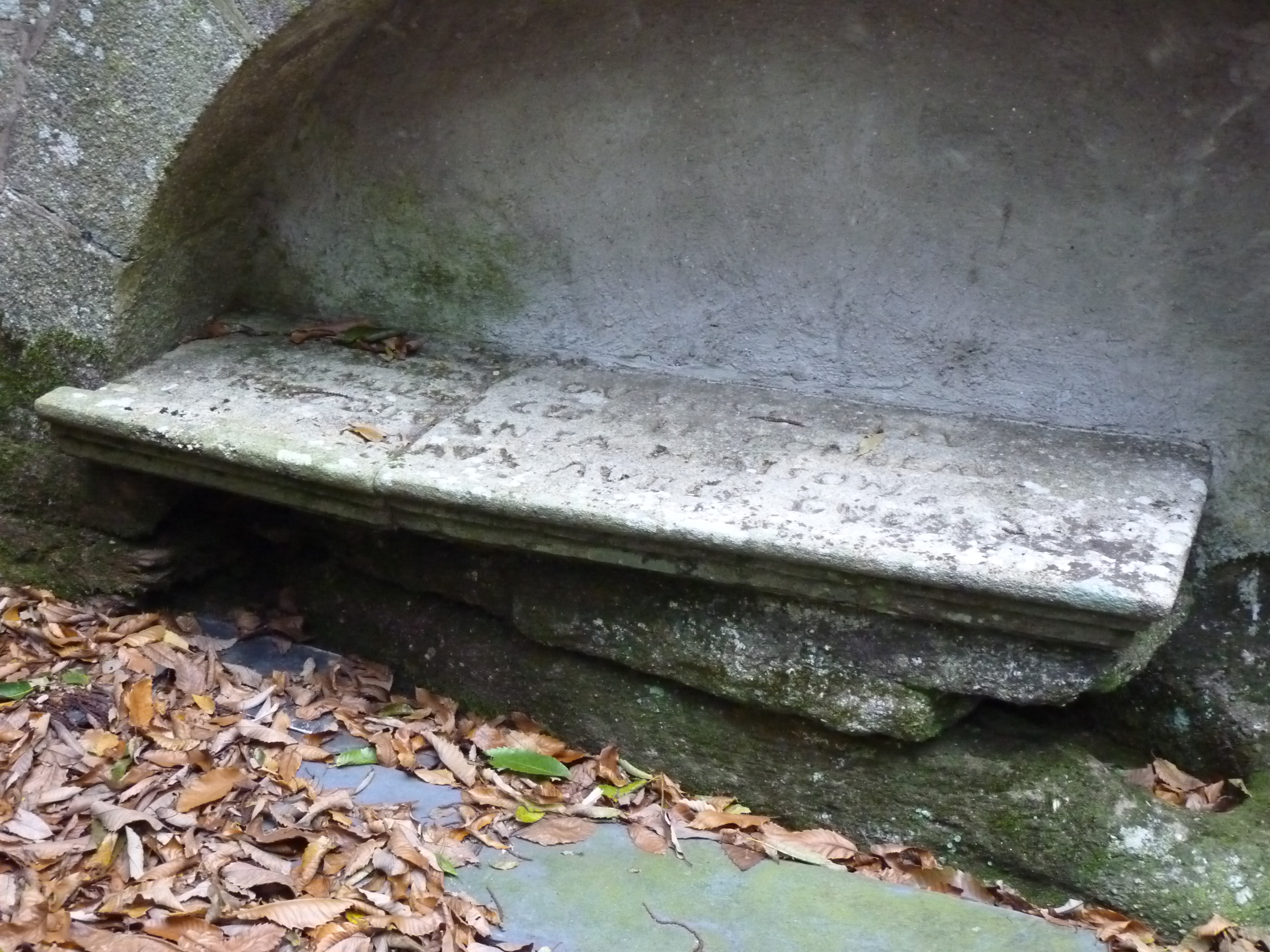
Le tombeau de Saint Elouan adossé à la chapelle éponyme.